# Km.39 Tanjung Pauh
Km.39 Tanjung Pauh is een bestuurslaag in het regentschap Muaro Jambi van de provincie Jambi, Indonesië. Km.39 Tanjung Pauh telt 1666 inwoners (volkstelling 2010).